# Epilobium nummularifolium
Epilobium nummularifolium är en dunörtsväxtart som beskrevs av R. Cunn. och Allan Cunningham. Epilobium nummularifolium ingår i släktet dunörter, och familjen dunörtsväxter. Inga underarter finns listade i Catalogue of Life.